# 変革管理
変革管理（へんかくかんり）またはチェンジマネジメント（英: change management）は、個人、チーム、組織、社会を現在の状態から望ましい将来の状態へと変換させる体系的な手法である。変更管理とも呼ばれる。

## 背景
ここでは「変革; change」は様々な意味を持つ。個人なら、変革とは新たな振る舞いとなって現れるだろう。ビジネスの観点では、変革は新たなビジネスプロセスや技術革新である。社会の観点では、変革とは新たな公共政策や法律である。しかし、正しい変革は単なる新プロセス、新技術、新政策というだけではない。正しい変革には、それに関わる人々の参加と関与が必要である。変革管理はそのような変革の人的側面を扱う枠組みを提供する。最近の研究では、組織の変革管理ツールと個人の変革管理モデルの組み合わせによって効果的な変革がなされるとしている。

## 変革の理論
変革管理は、心理学、経営学、工学の分野で進化してきた。組織的開発の観点から構築されたモデルもあれば、個人の振る舞いのモデルに基づいたものもある。このため、以下では、個人の変革管理と組織の変革管理に分けて解説する。

### 個人の変革管理
クルト・レヴィンは初期の変革モデルを構築した。それによれば、変革は3つの過程を経てなされる。第一段階は "unfreezing" と呼ばれ、惰性を打ち破って既存の思考様式を分解することを伴う。防衛機構は迂回されなければならない。第二段階では変革が起きる。この段階は混乱と転換の時期である。古い方法が役に立たないことに気づいているが、それに代わる方法が明確になっていない段階である。第三段階（最終段階）は "refreezing" と呼ばれ、新たな思考様式が固定され、心の安寧を取り戻す。
エリザベス・キューブラー・ロスの著書 "On Death and Dying" は変革の理論に影響を与えている。キューブラー・ロスモデルは、自分や愛する者が失われるに際しての個人的かつ感情的な変化をいくつかの段階で表している。これが個人が何らかの変化に直面したときの感情的な受容段階に援用されている。
ProSci は 59カ国の1000以上の組織での調査結果を元に組織における個人の変革管理の ADKAR モデルを構築した。このモデルは個人レベルで変革を根付かせるために必要な5つの構成要素を示している。
1. Awareness – 何故、その変革が必要なのか認識させる。
2. Desire – 変革に参加しサポートするための動機付け。
3. Knowledge – どう変革するかという知識。
4. Ability – 新たなスキルや振る舞いを身につける能力。
5. Reinforcement – 変革を定着させるための補強材料。

### 組織の変革管理
組織における変革管理は組織レベルでの変革における人的側面の管理を含む。そのための手段として、グループや組織を効果的に変革するための構造的手法などがある。個人の変革管理と組み合わせることで、変革における人的側面を管理する枠組みが提供される。
Richard Beckhard と David Gleicher は「変化の公式; Formula for Change」を構築した（Gleicher's Formula とも呼ばれる）。この公式は、組織的な不満・将来の展望・直近の戦術的な可能性の組合せが、組織内の抵抗より強い場合に意味のある変革が起きるとしている。

## 経営の役割
経営（政治的変革の場合は政府）の第一の責任はマクロな環境やマイクロな環境の傾向を読み取り、変化を特定して、計画を実施することである。また、変革が従業員の行動・作業工程・技術的必要性・動機付けに与える影響を予測することも重要である。経営者は従業員の反応を予測して、変革が受け入れられるようなサポート計画を立案しなければならない。その後、計画を実施し、効果を検証し、必要に応じて修正を加えなければならない。
Gabrielle O'Donovan  は研究に基づいた企業文化の変換計画の立案戦略を構築した。第一フェーズの 'strategic planning and design' はいくつかの段階に分かれている。企業理念を再確認し、戦略経営チームを結成し、ビジョンと戦略を構築し、実施チームを結成して具体的な計画を作成する。第二フェーズの 'strategy implementation' は、変革の実施段階である。第三フェーズは結果の評価と次の変革の計画となる。

### 固定観念への対処
- アーノルド・ミンデルのプロセス指向心理学は、人間関係の関わる領域を対象とする。その応用として「ワールドワーク」では人々がシステム内で無意識に占めている役割を変えることでシステムそのものを変えようとする。
- デヴィッド・ボームの「ダイアログ」は、大きな集団での新たなコミュニケーション形式であり、先入観を捨てることに基づき、集団の共通認識を生み出す。
- 組織変革手法としてよく使われるアプリシエイティブ・インクワイアリー（Appreciative Inquiry）とは、システムの変革は瞬時に起きるという仮定に基づいている。
- Otto Scharmer は、過去から学ぶのではなく未来を創造することに基づく変革戦略を描いた[5]。

### 構築主義の原則
一般意味論でいう「地図と現地の違い」は、個人が現実の知識ではなく信念に基づいて現実を認識していることを示している。Chris Argyris はそこから Ladder of Inference（推論のはしご）という用語を生み出した。変革過程でのコミュニケーションは変革に関する情報を確認し、結論として他の信念体系に属する人がその情報にアクセスできるようにする必要がある。「地図と現地の違い」の考え方は以下のような効用がある。
- 自身の思考と推論をより自覚する。
- 他人にも個人の思考や推論が分かるようにする。
- 他人の思考や推論を調べる。

## 工場での変革管理
工場の製造ラインのような複雑なプロセスは小さな変化にも敏感であり、工場での変革管理は安全性にとって重要と考えられている。米国では、労働安全衛生法によって変革のあり方が規定されている。その要点は、変更案に潜む危険性を見逃さないよう、様々な観点でのレビューを実施することである。日本の労働安全衛生法には変革という観点での規定はない。

## ソフトウェアにおける変更管理
ソフトウェア開発における変更管理とは、要求仕様についての変更要求について影響を正しく把握し、計画を立て、変更作業を実施し、結果を確認する、という一連の作業を管理し、ソフトウェアの整合性を確保することである。概念的には組織の変革管理と似ているが、人的側面を考慮するのはなく、成果物であるソフトウェアの整合性を考慮するという点が異なる。特にプロジェクトが大きくなると、変更要求の一元的管理が困難となり、結果として整合性が保てなくなる。